# Duncan Smith (Politiker)

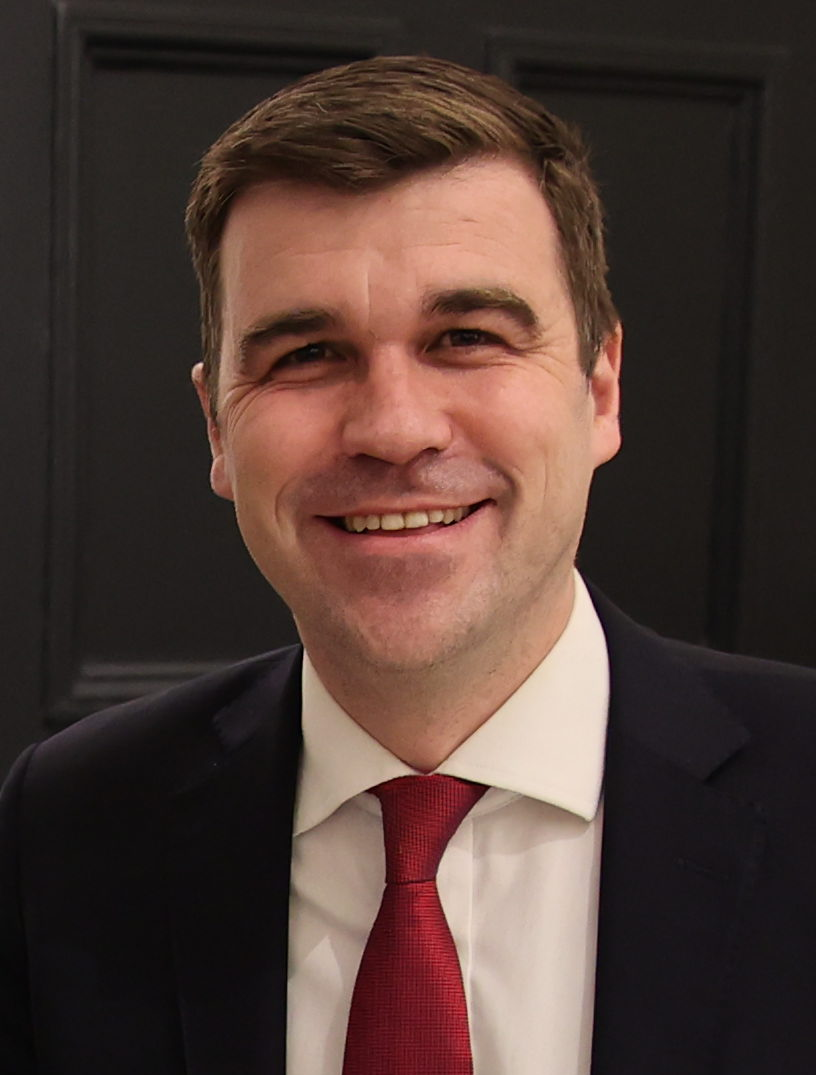
Duncan Smith (2020)

Duncan Smith (* 17. Mai 1983 in Dublin) ist ein irischer Politiker der Irish Labour Party und seit 2020 Mitglied des Dáil Éireann. 

## Leben
Smith studierte an der Dublin City University Wirtschaftswissenschaften und schloss nach dem Bachelorabschluss einen Master in Sicherheits- und Friedensforschung an. 2014 wurde er in den Fingal County Council gewählt. Er versuchte, bei der Nachwahl im November 2019 im Wahlkreis Dublin Fingal einen Sitz im Dáil Éireann zu erringen, unterlag jedoch. 
Bei den Wahlen 2020 wurde er dann für den Wahlkreis in den Dáil Éireann gewählt. 
Diesen Erfolg konnte er bei den Wahlen 2024 wiederholen, obwohl er nun wegen der Neuzuschneidung der Wahlkreise im neuen Wahlkreis Dublin Fingal antrat.

## Privates
Mit seiner Frau Lynsey hat er einen Sohn.